# Grand Prix Formule 1 van Stiermarken 2021
De Grand Prix Formule 1 van Stiermarken 2021 werd verreden op 27 juni op de Red Bull Ring bij Spielberg. Het was de achtste race van het seizoen.

## Vrije trainingen

### Uitslagen
- Enkel de top vijf wordt weergegeven.

| Vrije training 1 | Pos. | Nr. | Coureur          | Constructeur     | Tijd     |
| ---------------- | ---- | --- | ---------------- | ---------------- | -------- |
| Vrije training 1 | 1    | 33  | Max Verstappen   | Red Bull-Honda   | 1:05.910 |
| Vrije training 1 | 2    | 10  | Pierre Gasly     | AlphaTauri-Honda | 1:06.166 |
| Vrije training 1 | 3    | 44  | Lewis Hamilton   | Mercedes         | 1:06.332 |
| Vrije training 1 | 4    | 77  | Valtteri Bottas  | Mercedes         | 1:06.386 |
| Vrije training 1 | 5    | 22  | Yuki Tsunoda     | AlphaTauri-Honda | 1:06.397 |
| Vrije training 2 | Pos. | Nr. | Coureur          | Constructeur     | Tijd     |
| Vrije training 2 | 1    | 33  | Max Verstappen   | Red Bull-Honda   | 1:05.412 |
| Vrije training 2 | 2    | 3   | Daniel Ricciardo | McLaren-Mercedes | 1:05.748 |
| Vrije training 2 | 3    | 31  | Esteban Ocon     | Alpine-Renault   | 1:05.790 |
| Vrije training 2 | 4    | 44  | Lewis Hamilton   | Mercedes         | 1:05.796 |
| Vrije training 2 | 5    | 14  | Fernando Alonso  | Alpine-Renault   | 1:05.827 |
| Vrije training 3 | Pos. | Nr. | Coureur          | Constructeur     | Tijd     |
| Vrije training 3 | 1    | 44  | Lewis Hamilton   | Mercedes         | 1:04.369 |
| Vrije training 3 | 2    | 33  | Max Verstappen   | Red Bull-Honda   | 1:04.573 |
| Vrije training 3 | 3    | 77  | Valtteri Bottas  | Mercedes         | 1:04.832 |
| Vrije training 3 | 4    | 11  | Sergio Pérez     | Red Bull-Honda   | 1:05.026 |
| Vrije training 3 | 5    | 22  | Yuki Tsunoda     | AlphaTauri-Honda | 1:05.150 |

Testcoureur in vrije training 1:

 Robert Kubica (Alfa Romeo-Ferrari) reed in plaats van Kimi Räikkönen.

## Kwalificatie
Max Verstappen behaalde de zesde pole position in zijn carrière.
| Pos.                   | Nr. | Coureur            | Constructeur          | Kwalificatietijden | Kwalificatietijden | Kwalificatietijden | Grid  |
| Pos.                   | Nr. | Coureur            | Constructeur          | Q1                 | Q2                 | Q3                 | Grid  |
| ---------------------- | --- | ------------------ | --------------------- | ------------------ | ------------------ | ------------------ | ----- |
| 1                      | 33  | Max Verstappen     | Red Bull-Honda        | 1:04.489           | 1:04.433           | 1:03.841           | 1     |
| 2                      | 77  | Valtteri Bottas    | Mercedes              | 1:04.537           | 1:04.443           | 1:04.035           | 5 *1  |
| 3                      | 44  | Lewis Hamilton     | Mercedes              | 1:04.672           | 1:04.512           | 1:04.067           | 2     |
| 4                      | 4   | Lando Norris       | McLaren-Mercedes      | 1:04.584           | 1:04.298           | 1:04.120           | 3     |
| 5                      | 11  | Sergio Pérez       | Red Bull-Honda        | 1:04.638           | 1:04.197           | 1:04.168           | 4     |
| 6                      | 10  | Pierre Gasly       | AlphaTauri-Honda      | 1:04.765           | 1:04.429           | 1:04.236           | 6     |
| 7                      | 16  | Charles Leclerc    | Ferrari               | 1:04.745           | 1:04.646           | 1:04.472           | 7     |
| 8                      | 22  | Yuki Tsunoda       | AlphaTauri-Honda      | 1:04.608           | 1:04.631           | 1:04.514           | 11 *2 |
| 9                      | 14  | Fernando Alonso    | Alpine-Renault        | 1:04.971           | 1:04.582           | 1:04.574           | 8     |
| 10                     | 18  | Lance Stroll       | Aston Martin-Mercedes | 1:04.821           | 1:04.663           | 1:04.708           | 9     |
| 11                     | 63  | George Russell     | Williams-Mercedes     | 1:05.033           | 1:04.671           |                    | 10    |
| 12                     | 55  | Carlos Sainz jr.   | Ferrari               | 1:04.859           | 1:04.800           |                    | 12    |
| 13                     | 3   | Daniel Ricciardo   | McLaren-Mercedes      | 1:05.142           | 1:04.808           |                    | 13    |
| 14                     | 5   | Sebastian Vettel   | Aston Martin-Mercedes | 1:05.051           | 1:04.875           |                    | 14    |
| 15                     | 99  | Antonio Giovinazzi | Alfa Romeo-Ferrari    | 1:05.092           | 1:04.913           |                    | 15    |
| 16                     | 6   | Nicholas Latifi    | Williams-Mercedes     | 1:05.175           |                    |                    | 16    |
| 17                     | 31  | Esteban Ocon       | Alpine-Renault        | 1:05.217           |                    |                    | 17    |
| 18                     | 7   | Kimi Räikkönen     | Alfa Romeo-Ferrari    | 1:05.429           |                    |                    | 18    |
| 19                     | 47  | Mick Schumacher    | Haas-Ferrari          | 1:06.041           |                    |                    | 19    |
| 20                     | 9   | Nikita Mazepin     | Haas-Ferrari          | 1:06.192           |                    |                    | 20    |
| Q1 107% tijd: 1:09.003 |     |                    |                       |                    |                    |                    |       |

*1 Valtteri Bottas ontving een gridstraf van 3 plaatsen voor een spin tijdens de tweede vrije training.

*2 Yuki Tsunoda ontving een gridstraf van 3 plaatsen voor het hinderen van Valtteri Bottas tijdens Q3.

## Wedstrijd
Max Verstappen behaalde de veertiende Grand Prix-overwinning in zijn carrière.
| Pos.               | Nr. | Coureur            | Constructeur          | Rondes | Tijd / Oorzaak uitval | Grid | Punten |
| ------------------ | --- | ------------------ | --------------------- | ------ | --------------------- | ---- | ------ |
| 1                  | 33  | Max Verstappen     | Red Bull-Honda        | 71     | 1:22:18.925           | 1    | 25     |
| 2                  | 44  | Lewis Hamilton     | Mercedes              | 71     | +35.743               | 2    | 19S    |
| 3                  | 77  | Valtteri Bottas    | Mercedes              | 71     | +46.907               | 5    | 15     |
| 4                  | 11  | Sergio Pérez       | Red Bull-Honda        | 71     | +47.434               | 4    | 12     |
| 5                  | 4   | Lando Norris       | McLaren-Mercedes      | 70     | +1 ronde              | 3    | 10     |
| 6                  | 55  | Carlos Sainz jr.   | Ferrari               | 70     | +1 ronde              | 12   | 8      |
| 7                  | 16  | Charles Leclerc    | Ferrari               | 70     | +1 ronde              | 7    | 6      |
| 8                  | 18  | Lance Stroll       | Aston Martin-Mercedes | 70     | +1 ronde              | 9    | 4      |
| 9                  | 14  | Fernando Alonso    | Alpine-Renault        | 70     | +1 ronde              | 8    | 2      |
| 10                 | 22  | Yuki Tsunoda       | AlphaTauri-Honda      | 70     | +1 ronde              | 11   | 1      |
| 11                 | 7   | Kimi Räikkönen     | Alfa Romeo-Ferrari    | 70     | +1 ronde              | 18   |        |
| 12                 | 5   | Sebastian Vettel   | Aston Martin-Mercedes | 70     | +1 ronde              | 14   |        |
| 13                 | 3   | Daniel Ricciardo   | McLaren-Mercedes      | 70     | +1 ronde              | 13   |        |
| 14                 | 31  | Esteban Ocon       | Alpine-Renault        | 70     | +1 ronde              | 17   |        |
| 15                 | 99  | Antonio Giovinazzi | Alfa Romeo-Ferrari    | 70     | +1 ronde              | 15   |        |
| 16                 | 47  | Mick Schumacher    | Haas-Ferrari          | 69     | +2 rondes             | 19   |        |
| 17                 | 6   | Nicholas Latifi    | Williams-Mercedes     | 68     | +3 rondes             | 16   |        |
| 18                 | 9   | Nikita Mazepin     | Haas-Ferrari          | 68     | +3 rondes             | 20   |        |
| DNF                | 63  | George Russell     | Williams-Mercedes     | 38     | Motor                 | 11   |        |
| DNF                | 10  | Pierre Gasly       | AlphaTauri-Honda      | 0      | Ophanging             | 6    |        |
| Bron: formula1.com |     |                    |                       |        |                       |      |        |

S Lewis Hamilton behaalde een extra punt voor het rijden van de snelste ronde.

## Tussenstanden wereldkampioenschap
Betreft tussenstanden voor het wereldkampioenschap na afloop van de race.

### Coureurs
| Pos. | Nr. | Coureur          | Constructeur          | Punten |
| ---- | --- | ---------------- | --------------------- | ------ |
| 1    | 33  | Max Verstappen   | Red Bull-Honda        | 156    |
| 2    | 44  | Lewis Hamilton   | Mercedes              | 138    |
| 3    | 11  | Sergio Pérez     | Red Bull-Honda        | 96     |
| 4    | 4   | Lando Norris     | McLaren-Mercedes      | 86     |
| 5    | 77  | Valtteri Bottas  | Mercedes              | 74     |
| 6    | 16  | Charles Leclerc  | Ferrari               | 58     |
| 7    | 55  | Carlos Sainz jr. | Ferrari               | 50     |
| 8    | 10  | Pierre Gasly     | AlphaTauri-Honda      | 37     |
| 9    | 3   | Daniel Ricciardo | McLaren-Mercedes      | 34     |
| 10   | 5   | Sebastian Vettel | Aston Martin-Mercedes | 30     |

### Constructeurs
| Pos. | Constructeur          | Punten |
| ---- | --------------------- | ------ |
| 1    | Red Bull-Honda        | 252    |
| 2    | Mercedes              | 212    |
| 3    | McLaren-Mercedes      | 120    |
| 4    | Ferrari               | 108    |
| 5    | AlphaTauri-Honda      | 46     |
| 6    | Aston Martin-Mercedes | 44     |
| 7    | Alpine-Renault        | 31     |
| 8    | Alfa Romeo-Ferrari    | 2      |
| 9    | Williams-Mercedes     | 0      |
| 10   | Haas-Ferrari          | 0      |